# Саммундри
Саммундри (также встречается название Саммундари) (англ. Sammundri) — небольшой город в Пакистане.

## Географическое положение
Высота центра города составляет 132 метра над уровнем моря.

## Демография
Население города по годам:
| 1961  | 1972   | 1981   | 1998   | 2010   |
| ----- | ------ | ------ | ------ | ------ |
| 9 515 | 13 642 | 30 849 | 54 106 | 76 096 |